# 醛固酮减少症
醛固酮减少症（hypoaldosteronism ），是一种內分泌疾病，病状特征表现为醛固酮激素水平降低。与之类似，单一性低醛固酮症（isolated hypoaldosteronism）是一种醛固酮水平降低，而皮質醇没有相应变化的病症（两种激素均由腎上腺产生的）。

## 病因
造成醛固酮减少症的原因有很多，包括肾上腺皮质功能不全、先天性腎上腺增生，以及某些药物，如某些利尿劑、非甾体抗炎药和血管紧张肽I转化酶抑制剂等。
- 原发性醛固酮减少症

1. 原发性肾上腺皮质功能不全（英语：adrenal insufficiency）
2. 先天性肾上腺皮质增生（类固醇21-羟化酶缺乏症（英语：Congenital adrenal hyperplasia due to 21-hydroxylase deficiency）而非11β-羟化酶缺乏症（英语：Congenital adrenal hyperplasia due to 11β-hydroxylase deficiency）和17-羟化酶缺乏症）
3. 醛固酮合酶缺乏（英语：Aldosterone synthase deficiency）

- 继发性醛固酮缺乏症

1. 继发性肾上腺皮质功能不全（英语：adrenal insufficiency）
2. 腦下垂體或下丘脑疾病

- 低肾素血症性低醛固酮症（血管紧张素2产生减少以及肾上腺功能障碍）[2]

1. 肾功能功能障碍——最常见者为糖尿病腎病
2. 非甾体抗炎药
3. 环孢素